# Edifício do Secretariado (Chandigarh)
O Edifício do Secretariado é um prédio governamental de Chandigarh, na Índia, sendo a sede do poder executivo dos estados de Punjabe e Haryana - Chandigarh é a capital de ambos. De desenho modernista, foi projetado pelo arquiteto franco-suíço Le Corbusier, e é a maior construção do Complexo do Capitólio da cidade, onde ficam também o Palácio da Assembleia e o Tribunal Superior dos estados de Punjabe e Haryana.
Em julho de 2016, o prédio, junto ao complexo do Capitólio e diversos outros trabalhos de Le Corbusier foram declarados pela UNESCO como Patrimônios da Humanidade.

## Galeria

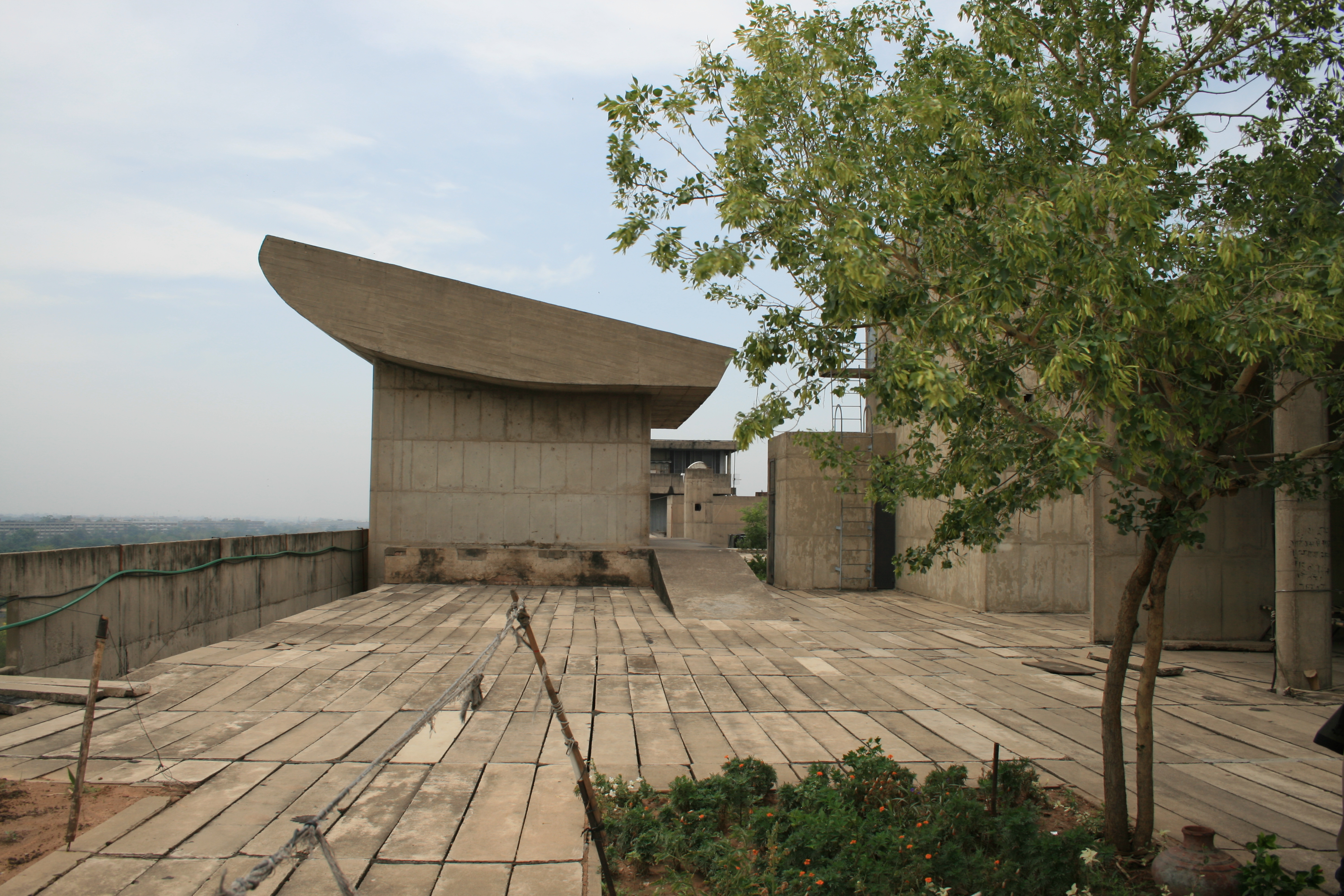
Telhado do prédio.
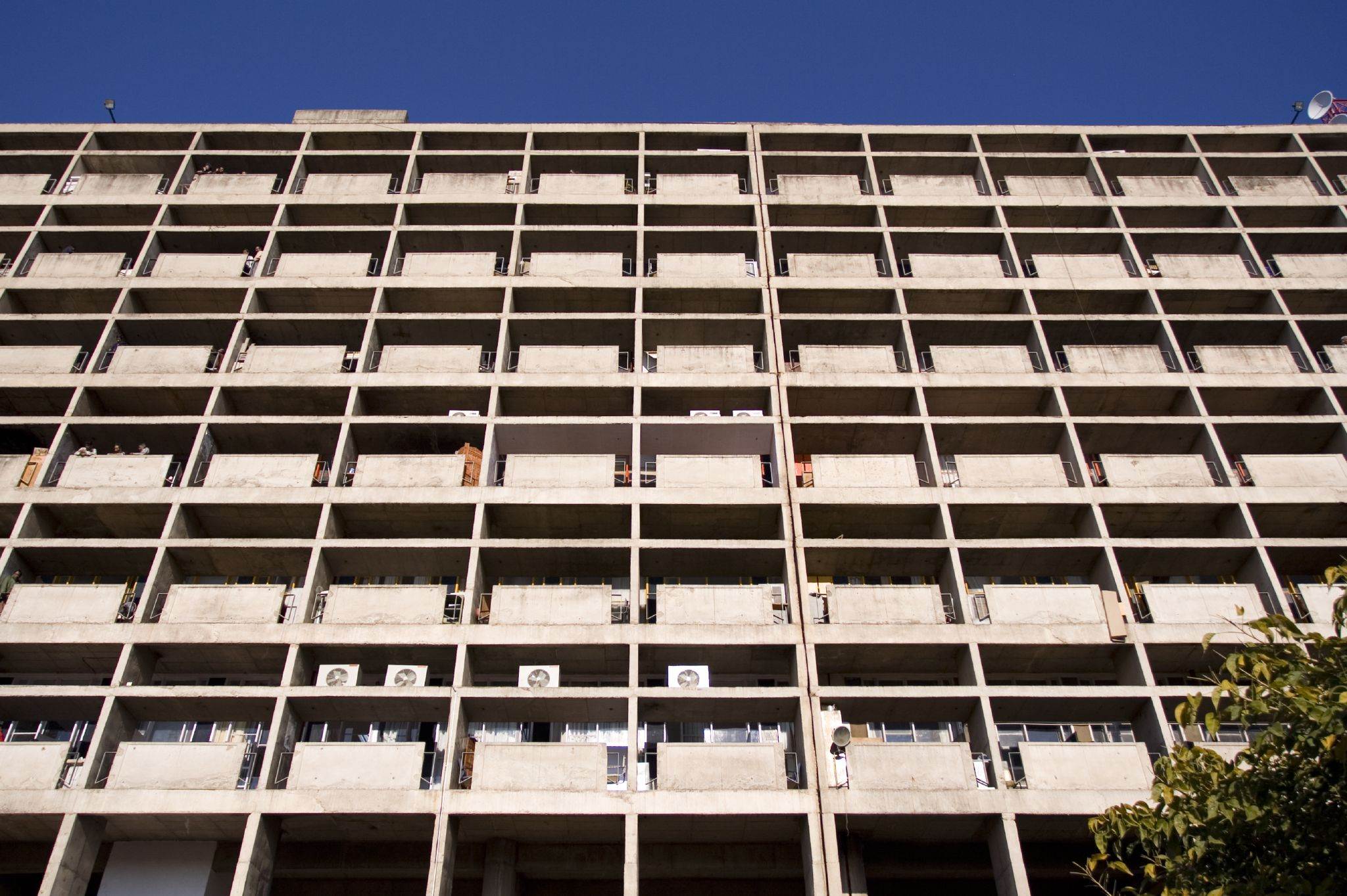
Fachada.
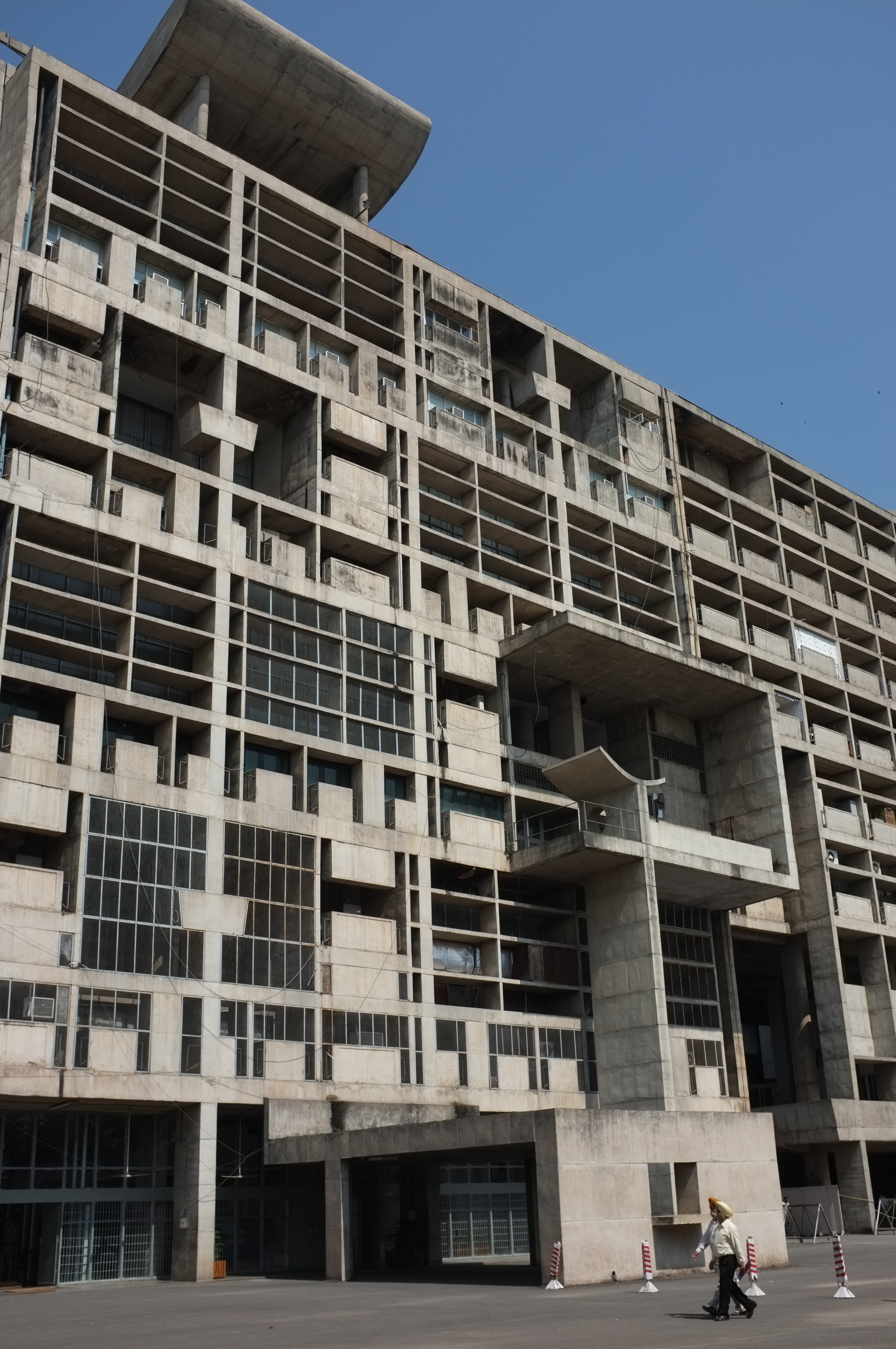
Vista do Secretariado desde o nível do solo.